# Saunders-Roe SR.177
El Saunders-Roe SR.177 fue un proyecto de la década de 1950 para desarrollar un avión interceptor de propulsión mixta, motor a reacción junto con un motor cohete, para la Royal Air Force y la Royal Navy británicas. La Armada de Alemania Occidental también se mostró interesada en el proyecto, aunque finalmente fue cancelado debido al cambió de políticas de defensa del gobierno británico, que tuvo lugar a partir de la publicación, en 1957, del Libro Blanco de Defensa. Se diseñó una variante agrandada, denominada Saunders-Roe SR.187, aunque su proyecto también fue cancelado en el mismo año.

## Historia
En 1952, la compañía británica Saunders-Roe había ganado un contrato para desarrollar un avión similar, el Saunders-Roe SR.53. Sin embargo, mientras progresaba su desarrollo, una serie de defectos del diseño se fueron haciendo cada vez más evidentes. Principalmente, como pasó con los interceptores impulsados por motores cohete fabricados en Alemania durante la Segunda Guerra Mundial, el alcance y autonomía estaban seriamente limitados debido al gran consumo de combustible de dichos motores. Sin embargo, el desarrollo de motores a reacción avanzaba a pasos agigantados, por lo que nuevos modelos de estos, más eficientes y poderosos, pronto estuvieron disponibles para hacer tales aviones más prácticos. El SR.177 nació como un derivado avanzado del SR.53, pero cuando el contrato de desarrollo fue emitido por el Ministerio del Aire del Reino Unido (requerimiento operacional F.155) el proyecto obtuvo su propia designación.
La diferencia más significativa entre estos dos aviones era el uso de un motor a reacción con casi cinco veces más empuje que el elegido para el SR.53. Esto implicaba que mientras que el SR.53 utilizaba principalmente su motor cohete para ascender, el SR.177 tenía más autonomía porque era capaz de conservar el combustible de su cohete para la aproximación final al blanco. Se esperaba que la autonomía conseguida permitiese al SR.177 realizar otras misiones, como reconocimiento y bombardeo táctico. Para el SR.177, el fuselaje del SR.53 fue considerablemente alargado para poder albergar el nuevo motor y las elegantes líneas originales fueron cambiadas por una gran toma de aire montada debajo de la nariz.
En julio de 1956 se otorgaron los fondos para la construcción de 27 aviones; el primero debía volar en abril (luego octubre) de 1958. Sin embargo, en 1957 se publicó el Libro Blanco de Defensa, que predicaba la utilización de misiles en vez de aviones tripulados, para la defensa aérea. El proyecto fue cancelado unos meses más tarde.
El trabajo en el avión continuó durante un tiempo más, debido al interés de Alemania Occidental. Finalmente el gobierno alemán decidió cambiar sus prioridad y comenzó a buscar un avión de ataque en vez de un interceptor, por lo que Saunders-Roe rediseñó su avión para este nuevo cometido. Esto fue seguido inmediatamente por otro cambio en el diseño cuando la compañía Rolls-Royce convenció al gobierno alemán de cambiar el motor de de Havilland por el RB.153. Inclusive cuando Heinkel estaba preparando sus instalaciones para la fabricación de los aviones bajo licencia en Alemania, el gobierno alemán retiró su apoyo y finalmente decidió adquirir aviones estadounidenses Lockheed F-104 Starfighter junto con otros gobiernos europeos, en lo que se conoció como el «Trato del Siglo».

## Especificaciones

### Características generales
- Tripulación: 1
- Longitud: 15,2 m
- Envergadura: 9,1 m
- Altura: 4,3 m
- Peso cargado: 11 570 kg
- Planta motriz:   Un torbujet De Havilland Gyron Junior  y un motor cohete De Havilland Spectre.
  - Empuje normal: 3300 kg (el turbojet) y 3560 kg (el cohete)

### Rendimiento
- Velocidad máxima operativa (Vno): 2500 km/h
- Techo de vuelo: 20 500 m
- Régimen de ascenso: 18 300 m/min

### Armamento
- Misiles: 2 misiles firestrak aire-aire 
 2 misiles Red Top aire-aire

### Desarrollos relacionados
- Saunders-Roe SR.53

### Aeronaves similares
- Republic XF-91 Thunderceptor
- Avro Canada CF-105 Arrow
- Nord 1500 Griffon
- SNCASE SE-212 Durandal
- SNCASO Trident
- Hawker P.1121